# 比雅站
比雅站，是法国的一个铁路车站，位于法国19省的比雅境内。

## 位置
比雅站位于比雅市区的西北部，利摩日－埃居朗德铁路458.617公里处，距离利摩日大约75公里。车站大致呈南北走向，主站房位于铁路线东侧。车站后侧设有货场。

## 设施
比雅站设有人工售票窗口，但因人流量较小，该窗口仅每周二11:30~13:00和14:00~18:10之间开放。比雅站没有自动售票机，在其余时段从比雅站上车的乘客需主动购票或使用通勤卡。
此外，比雅站站内没有地下通道或人行天桥，前往上行（利摩日方向）的站台需横穿铁路正线，因此该站存在一定的安全隐患。

## 停靠线路
以下列车线路在比雅站停靠：
| 比雅站列车线路表 |      |        |        |              |
| 线路             | 车种 | 上一站 | 下一站 | 大致运行频率 |
| 利摩日—于塞勒    | TER  | 拉塞勒 | 佩罗勒 | 每天3~6趟    |
| 1.               |      |        |        |              |

## 配套交通

### 长途客车
| 停靠比雅站的大巴车 |                                                   | |
| 上下车地点         | 运营单位                                          | 主要目的地 |
| 比雅站门口         | 科雷兹省城际客运 Réseau interurbain de la Corrèze | - D线：圣瑟提耶尔、索尔纳克、贝莱沙萨尼、于塞勒                                                                              |
| 比雅站门口         | SNCF Car TER                                      | - 8线（仅每周二至五早上一班，需提前预定）：梅马克、于塞勒 - 当铁路线施工或罢工时，SNCF可能也会提供途径该线路沿途站点的大巴车 |
| 1. 2. 3.           |                                                   | |

### 市内交通
比雅站附近暂无城市公共交通线路经过。

### 社会车辆
比雅站门口可停靠少量社会车辆停车场。

## 临近车站
| 比雅站（Gare de Bugeat）       |                      |          |
| 上行车站                       | 线路                 | 下行车站 |
| 拉塞勒站                       | 利摩日－埃居朗德铁路 | 佩罗勒站 |
| - 本表仅显示运营中的线路及车站 |                      |          |